# Central nuclear de Kewaunee

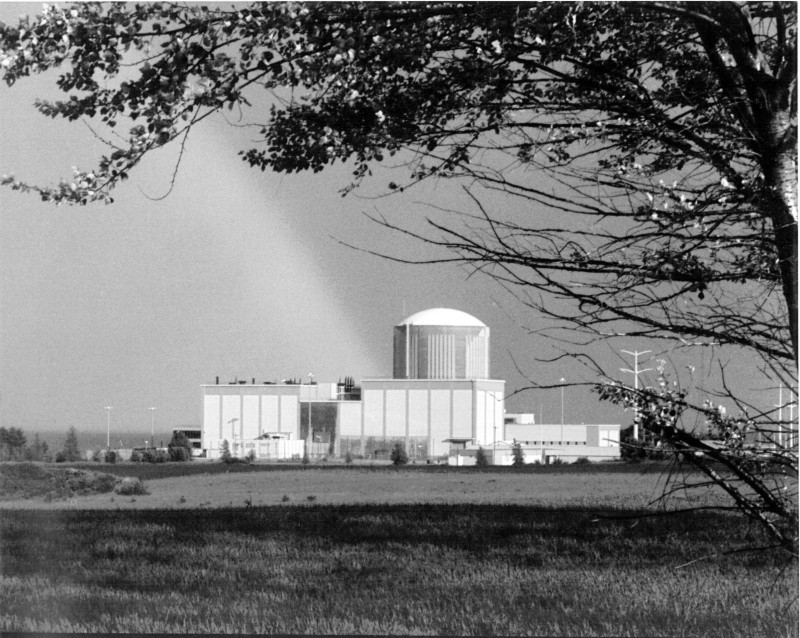
Central nuclear de Kewaunee.

La central nuclear de Kewaunee ocupa una superficie de 900 acres en Carlton, Wisconsin, a 27 millas al sudeste de Green Bay, Wisconsin. Kewaunee fue la cuarta planta nuclear construida en Wisconsin, y la 44.ª construida en Estados Unidos.
La planta tiene un reactor de agua a presión de Westinghouse.
La planta es propiedad de Dominion Resources, con base en Richmond, Virginia que se ocupa de su funcionamiento.
El 27 de abril de 2006 se produjo una pequeña filtración de agua en la planta, aunque no se liberó ningún material radioactivo. (enlace roto disponible en Internet Archive; véase el historial, la primera versión y la última).